# 相柳

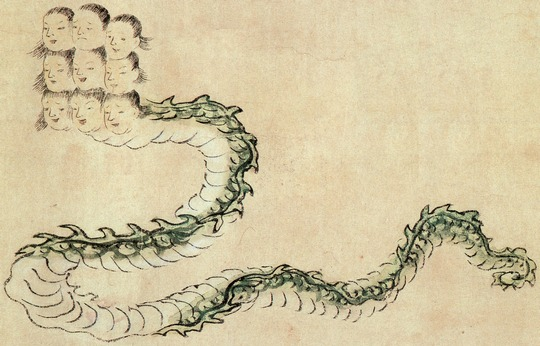
日本江戶時代《怪奇鳥獸圖卷》中所描繪的相柳

明朝《山海經圖》的繪像

相柳，是中國古代傳說中的蛇妖。

## 特徵
相柳見載於《山海經·海外北經》中，其文為：「共工之臣曰相柳氏，九首，以食於九山。相柳之所抵，厥為澤溪。禹殺相柳，其血腥，不可以樹五穀種。禹厥之，三仞三沮，乃以為眾帝之台。在崑崙之北，柔利之東。相柳者，九首人面，蛇身面青。不敢北射，畏共工之台。台在其東。台四方，隅有一蛇，虎色，首沖南方。」據《山海經》所載，相柳形象如一條大蛇，共有九個頭部，均為呈青色的人面，是水神共工的臣下。相柳後來被大禹所殺，其腥血所流經之地，寸草不生，五穀難植。
相柳這一個九首蛇身的形象，與希臘神話中的九頭蛇十分相似。

## 相关文艺作品

### 电子游戏
- 《軒轅劍外傳 穹之扉》：

在该游戏中，相柳自称自己千年前便知共工已经因恋爱而失去以往的豪情壮志，只是抱着小儿女的可笑心愿，根本不配统领妖族。但由于妖族中人只推崇共工，所以他千百年来忍气吞声，先假意复活共工，再暗杀以取代之，让自己率妖族一统天下，可在三界扬眉吐气，无须再屈居人下，让天帝也要听从妖族号令。让人间、天界都奉妖族为王。

### 电影
- 《博物馆奇妙夜3》：

大英博物馆里展出的相柳在牌匾的魔力下苏醒，但终被主角用心脏起搏器击败。

### 書籍
- 《山經海記 長相思》：

該現代言情小說中的相柳是白衣白髮，俊美妖異的神農義軍將軍，共工的義子。不屑於孤臣之行卻一直統帥著軍隊，拒絕招降。喜歡女主角小夭，為了她默默付出，但從不說出。曾傳她箭术、帶她四處遊玩、還救過她。最後假扮共工被萬箭射殺，死後化為劇毒黑水，寸草不生。

## 衍生形象

### 电视剧
| 年份   | 作品名           | 饰演者 |
| ------ | ---------------- | ------ |
| 2023年 | 《长相思第一季》 | 檀健次 |
| 2024年 | 《长相思第二季》 | 檀健次 |

## 参看
中国妖怪列表